# Jim Nolan
James S. Nolan, detto Jim (Macon, 9 giugno 1927 – Macon, 19 aprile 1983), è stato un cestista statunitense, professionista nella NBA.

## Carriera
Di ruolo centro, ha giocato al Georgia Institute of Technology dal 1945 al 1949. È stato poi selezionato al secondo giro del Draft BAA 1949 dai Philadelphia Warriors, con cui ha disputato 5 partite, mettendo a referto 8 punti.